# Седад Субашич
Седад Субашич (босн. Sedad Subašić, нар. 16 лютого 2001, Зениця, Боснія і Герцеговина) — боснійський футболіст, півзахисник сараєвського «Желєзнічара».

## Клубна кар'єра

### Ранні роки
Народився в місті Зениця. Футболом розпочав займатися 2007 року в дитячій команді «Рудар» (Какань), а 2017 року переведений до дорослої команди вище вказаного клубу. 8 липня 2019 року перебрався до гранда боснійського футболу «Желєзнічара», з яким уклав 5-річний контракт та почав виступати як за молодіжний, так і за дорослий склад. Дебютував за першу команду столичного клубу 9 листопада 2019 року в переможному матчі чемпіонату проти «Слободи» (Тузла). Дебютним голом за «Желєзнічар» відзначився 5 грудня 2021 року в поєдинку національного чемпіонату проти «Широкі Брієга».

## Кар'єра в збірній
У 2019 році представляв юнацьку збірну Боснії і Герцеговини (U-19), у футболці якої дебютував 7 вересня 2019 року в поєдинку проти Албанії. Загалом за команду U-19 провів 4 поєдинки.

## Статистика виступів

### Клубна
Станом на match played 5 грудня 2021.
| Клуб              | Сезон             | Ліга                | Ліга  | Ліга | Кубок | Кубок | Єврокубки | Єврокубки | Загалом | Загалом |
| Клуб              | Сезон             | Дивізіон            | Матчі | Голи | Матчі | Голи  | Матчі     | Голи      | Матчі   | Голи    |
| ----------------- | ----------------- | ------------------- | ----- | ---- | ----- | ----- | --------- | --------- | ------- | ------- |
| «Рудар» (Какань)  | 2017–18           | Перша ліга ФБіГ     | 1     | 0    | —     | —     | —         | —         | 1       | 0       |
| «Рудар» (Какань)  | 2018–19           | Перша ліга ФБіГ     | 26    | 5    | 2     | 0     | —         | —         | 28      | 5       |
| «Рудар» (Какань)  | Загалом           | Загалом             | 27    | 5    | 2     | 0     | —         | —         | 29      | 5       |
| «Желєзнічар»      | 2019–20           | Прем'єр-ліга Боснії | 3     | 0    | 1     | 0     | —         | —         | 4       | 0       |
| «Желєзнічар»      | 2020–21           | Прем'єр-ліга Боснії | 17    | 0    | 2     | 0     | 0         | 0         | 19      | 0       |
| «Желєзнічар»      | 2021–22           | Прем'єр-ліга Боснії | 17    | 1    | 1     | 0     | —         | —         | 18      | 1       |
| «Желєзнічар»      | Загалом           | Загалом             | 37    | 1    | 4     | 0     | 0         | 0         | 41      | 1       |
| Усього за кар'єру | Усього за кар'єру | Усього за кар'єру   | 64    | 6    | 6     | 0     | 0         | 0         | 70      | 6       |